# Odznaka honorowa „Za Zasługi dla Warszawy”
Odznaka honorowa „Za Zasługi dla Warszawy”, także Odznaka honorowa m. st. Warszawy „Za Zasługi dla Warszawy”, również Odznaka Honorowa m. st. Warszawy „Za Zasługi dla Warszawy” – odznaka honorowa z czasów PRL, ustanowiona 12 stycznia 1960 i nadawana przez Radę Narodową Miasta Stołecznego Warszawy osobom fizycznym, zespołom, instytucjom i przedsiębiorstwom za szczególne zasługi dla miasta. Po 1989 roku zastąpiła ją odznaka Zasłużony dla Warszawy, kontynuowana od 2017 pod nazwą Odznaka Honorowa Zasłużonego dla Warszawy.

## Historia
Odznaka ustanowiona została uchwałą Rady decyzją Rady Narodowej m.st. Warszawy w dniu 12 stycznia 1960, w trzech stopniach: złotym, srebrnym i brązowym. W roku 1968 liczba stopni zredukowana została do dwóch – złotego i srebrnego. W każdym stopniu odznaka nadana mogła być tylko jeden raz.
Odznaka przyznana została po raz pierwszy uchwałą Prezydium RN m. st. Warszawy w dniu 14 stycznia 1960 – nadano wówczas 55 odznak złotych (w tym 7 jednostkom wojskowym i 4 zespołom redakcyjnym), 48 odznak srebrnych i 28 odznak brązowych.

## Charakterystyka
Odznaczani nią byli działacze polityczni, społeczni i samorządowi, wyróżniający się pracownicy warszawskich zakładów, jednostki wojskowe zasłużone w bojach o Warszawę, redakcje prasy oraz mediów, zasłużeni twórcy i artyści, przedsiębiorstwa miejskie, zakłady opieki zdrowotnej, pracownicy urzędów z okazji jubileuszu wieloletniej pracy itp. Otrzymywać ją mogli także cudzoziemcy.

### Zasady nadawania
Odznaka Honorowa m. st. Warszawy nadawana była na koszt miasta przez Prezydium Rady Narodowej m.st. Warszawy w drodze uchwały, na wniosek Komisji Odznaczeniowej Odznaki Honorowej m. st. Warszawy „Za Zasługi dla Warszawy”. Dziewięcioosobowa komisja (w składzie przewodniczącego, zastępcy i siedmiu członków) wybierana była przez Prezydium RN m. st. Warszawy na okres kadencji Rady. W jej skład wchodzili członkowie Prezydium RN m. st. Warszawy, KW PZPR, Stołecznych Komitetów Frontu Jedności Narodu i Stronnictwa Demokratycznego, radni RN m. st. Warszawy itp.
Według pierwotnej wersji regulaminu przewodniczący i jego zastępca wybierani byli we własnym gronie przez członków Komisji. W roku 1967 Komisja przemianowana została na Komisję Odznaki Honorowej m. st. Warszawy „Za Zasługi dla Warszawy”, a przewodniczący i zastępca wyznaczani byli odtąd przez Prezydium RN m. st. Warszawy. W roku 1971 Komisja Odznaczeniowa połączona została ze Stołeczną Komisją Odznaczeń Państwowych (zajmującą się opiniowaniem wniosków o nadanie orderów i odznaczeń państwowych osobom, których miejsce pracy lub zamieszkania leżało w granicach Warszawy) w Stołeczną Komisję Odznaczeń Państwowych i Odznaki Honorowej m. st. Warszawy „Za Zasługi dla Warszawy”, jednakże już według ogłoszonego w roku 1974 tekstu jednolitego uchwały wprowadzającej odznakę funkcjonowała ponownie samodzielnie jako Stołeczna Komisja Odznaki Honorowej m. st. Warszawy „Za Zasługi dla Warszawy”.
Zadaniem Komisji było przyjmowanie, rozpatrywanie, opiniowanie i przygotowywanie do decyzji Prezydium wniosków o nadanie Odznaki składanych przez uprawnione jednostki – stołeczne władze organizacji politycznych, Stołeczny Komitet Frontu Jedności Narodu, Wojewódzką Komisję Związków Zawodowych, prezydia Dzielnicowych RN (przejściowo w l. 60. także kierowników wydziałów, dyrektorów zjednoczeń i zarządów PRN m. st. Warszawy) oraz członków Prezydium RN m. st. Warszawy. Rozpatrzone przez Komisję wnioski referowane były na posiedzeniu Prezydium Rady Narodowej m. st. Warszawy przez przewodniczącego Komisji lub jego zastępcę. Sekretarz Komisji prowadził rejestr osób odznaczonych, oraz dokumentację Komisji (w tym rejestr wniosków odrzuconych).
Akta Komisji przechowywane były w archiwum Prezydium RN m. st. Warszawy w kategorii akt wieczystych. Uchwały o nadaniu Odznaki podlegały ogłoszeniu w Dzienniku Urzędowym Rady Narodowej m. st. Warszawy.

### Wręczanie odznaki
Odznaka wręczana była przez Przewodniczącego Rady Narodowej m. st. Warszawy, jego zastępcę lub sekretarza Rady.
- Odznaczenia za całokształt zasług dla miasta w długoletniej pracy zawodowej i społecznej wręczane były dorocznie w rocznicę wyzwolenia Warszawy, 17 stycznia, a w l. sześćdziesiątych także w związku z obchodami Dnia Nauczyciela, Dnia Metalowca, Dnia Budowlanych itp.[4] Według nowelizacji regulaminu Komisji Odznaczeniowej z 23 grudnia 1963 odznaczenia za całokształt zasług dla miasta wręczane być miały w 20-lecie wyzwolenia Warszawy (17 stycznia 1965) i następnie co 5 lat.[8] Zasada ta została jednak szybko zarzucona i pięcioletnie odstępy odznaczania w dniu 17 stycznia nie były na dłuższą metę praktykowane – odznaki w rocznicę wyzwolenia Warszawy wręczono np. już w roku 1968[9].
- Odznaczenia za zasługi przy budowie kluczowych dla miasta inwestycji wręczane były w związku z oddaniem ich do użytku.
- Odznaczenia związane z jubileuszem owocnej działalności dla miasta (minimum 20 lub 25 lat, zależnie od okresu) wręczane być mogły, także przedsiębiorstwom i instytucjom, w dowolnym terminie, związanym z jubileuszem.

## Wygląd odznaki
Odznaka o wymiarach 40 × 19,5 mm wykonana była z metalu. Miała postać stylizowanego liścia, na środku którego umieszczono okrągłą tarczę z wizerunkiem herbu miasta w historycznej postaci sprzed XVIII wieku (syreny upoczwarzonej), otoczonego napisem ZA ZASŁUGI DLA WARSZAWY. Odznaka stopnia złotego platerowana była tombakiem, srebrnego – srebrem oksydowym, brązowego – brązem. Na rewersie odznaki umieszczone było zapięcie agrafkowe służące do jej przypięcia do ubrania. Odznaka noszona była na prawej piersi.
Odznakę zaprojektował Witold Janowski.